# Wojciech Stawowy
Wojciech Stawowy (ur. 28 stycznia 1966 w Krakowie) – polski piłkarz i trener piłkarski.

## Życiorys
Absolwent Akademii Wychowania Fizycznego w Krakowie. Występował jako piłkarz w zespołach krakowskich: Cracovii, Nadwiślanie i Hutniku.
Od 1992 pracował jako trener. W latach 1992–1998 prowadził drużyny juniorów i rezerw Wisły Kraków. Z juniorami dwukrotnie zdobył tytuł mistrza Polski, raz sięgnął po brązowy medal. W latach 1999–2002 był trenerem Proszowianki Proszowice. W lipcu 2002 objął drużynę Cracovii, z którą w 2003 awansował do II ligi, a rok później do Ekstraklasy. W styczniu 2006 podpisał nowy, dziesięcioletni kontrakt z Cracovią, jednak z powodu nieporozumień z zarządem, strony zakończyły współpracę zaledwie miesiąc później.
W czerwcu objął zmuszoną do gry w barażach Arkę Gdynia, z którą pozostał w pierwszej lidze. 16 kwietnia 2008, po słabych wynikach drużyny w rundzie wiosennej w sezonie 2007/2008 klub rozwiązał umowę ze Stawowym za porozumieniem stron.
15 listopada 2008 został trenerem pierwszoligowego Górnika Łęczna. Drużyna z Lubelszczyzny ostatecznie zakończyła rozgrywki na piątym miejscu z czteropunktową stratą do Korony Kielce. 17 sierpnia 2009 został zwolniony z klubu.
30 sierpnia 2010, GKS Katowice poinformował o zatrudnieniu Stawowego na stanowisku trenera pierwszego zespołu. Po zakończeniu sezonu 2010/11, 17 czerwca 2011, został zwolniony z piastowanej funkcji.
11 czerwca 2012, po sześciu latach, powrócił do Cracovii i podpisał dwuletni kontrakt z klubem. W sezonie 2012/13 zajmując 2. miejsce w tabeli I ligi, awansował z klubem do Ekstraklasy. 12 maja 2014 został zwolniony.
1 grudnia 2014 został nowym trenerem Widzewa Łódź, jednak nie podołał zadaniu utrzymania zmagającego się wówczas z problemami finansowymi klubu, w I lidze.
W latach 2020–2021 był trenerem ŁKS Łódź.

## Taktyka
Stawowy jest zwolennikiem ofensywnej gry opartej na dużej liczbie krótkich podań. W zespołach prowadzonych przez Stawowego widać często oryginalne rozwiązania taktyczne - np. gra bez „typowego” napastnika w sezonie 2012/2013 w Cracovii (funkcję „fałszywego” napastnika pełnił Vladimir Boljević). Stawowy w swojej pracy bazuje na klasycznym systemie 4-3-3, przechodzącym okresowo w 3-4-3 (z defensywnym pomocnikiem cofającym się do linii obrony oraz bocznymi obrońcami podłączającymi się do ataku).
Cechujący się dużą liczbą krótkich podań i raczej długim czasem budowania akcji styl gry drużyn Stawowego bywa krytykowany. W mediach pojawiały się kilkakrotnie określenia krakowska „tiki-taka” („tiki-taka” to potoczne określenie szybkich podań na małej przestrzeni wymienianych przez zawodników FC Barcelona) dotyczące prowadzonej przez Stawowego drużyny Cracovii. Szkoleniowiec podkreślał jednak w wywiadach, że choć wzoruje się na najnowszych trendach w futbolu europejskim, to jednak stara się sprawiać aby jego drużyna zawsze miała swój niepowtarzalny styl.
Po tym, jak w sezonie 2012/2013 Cracovia pod wodzą Stawowego wywalczyła awans do Ekstraklasy, szkoleniowiec zmienił nieco ustawienie zespołu (dotychczas preferował ustawienie 4-3-3 z „fałszywym” napastnikiem). Chcąc wykorzystać potencjał sprowadzonego do klubu środkowego napastnika Dawida Nowaka, w większości meczów rundy jesiennej sezonu 2013/2014 ustawiał drużynę w klasycznej formacji 4-3-3. Zmiana ta przyniosła dobre skutki, ponieważ przed przerwą zimową Cracovia zajmowała wysokie, 7. miejsce.

## Akademia
Jest dyrektorem sportowym akademii piłkarskiej Escola Varsovia, będącej pod patronatem FC Barcelony. Prowadzi także własną szkółkę piłkarską dla dzieci, Estilo de Espana, mieszczącą się w Ochojnie.